# Filipe Oliveira (Matemático)
Filipe Serra de Oliveira (Lisboa, 30 de janeiro de 1972) é um matemático português, doutorado pela Universidade Paris-Sul (2001)   e agregado pela Universidade Nova de Lisboa (2015). Foi professor da Universidade do Minho (2001-2005), da Faculdade de Ciências e Tecnologia da Universidade Nova de Lisboa (2005-2017) e é, desde junho de 2017, professor Associado do Instituto Superior de Economia e Gestão da Universidade de Lisboa.
Foi eleito em julho de 2018 Presidente da Sociedade Portuguesa de Matemática, cargo que exerceu até setembro de 2020. 